# プリンセス・ロイヤル (戦列艦・2代)
|          | |
| 艦歴     | |
| 発注:    | 1767年9月10日 |
| 建造:    | ポーツマス工廠 |
| 進水:    | 1773年10月18日 |
| その後:  | 1807年解体 |
| 性能諸元 | |
| 全長:    | バーフラー級2等戦列艦 |
| 全長:    | 砲列甲板：177ft 6in (54.1m) 竜骨：144ft 0.75in (43.9m) |
| 全幅:    | 50ft 3in (15.3m) |
| 喫水:    | 21ft (6.4m) |
| 機関:    | 帆走（3本マストシップ） |
| 乗員:    | 750名 |
| 兵装:    | 90門： 上砲列：12ポンド（5kg）砲30門 中砲列：18ポンド（8kg）砲30門 下砲列：32ポンド（15kg）砲28門 艦首楼：9ポンド（4kg）砲2門 98門: 上砲列：12ポンド（5kg）砲30門 中砲列：18ポンド（8kg）砲30門 下砲列：32ポンド（15kg）砲28門 後甲板：12ポンド（5kg）砲8門 艦首楼：9ポンド（4kg）砲2門 |

プリンセス・ロイヤル(HMS Princess Royal)はイギリス海軍のバーフラー級90門2等戦列艦。1773年にポーツマス工廠で進水した。

## 参加海戦
- ジェノヴァの海戦
- イエール諸島の海戦